# 卡爾頓站
卡爾頓站（英語：Carleton Station）是一座位於加拿大渥太華的輕軌車站，其車站位於卡爾頓大學校園內，是渥太華輕鐵2號線的途徑車站。

## 位置
本站位於卡爾頓大學校園內，校園街（英語：Campus Ave）與大學路（英語：University Drive）之間。

## 歷史
本站作為渥太華輕鐵試驗項目的車站之一於2001年10月15日啓用，以服務卡爾頓大學內的學生和教職工。
2020年5月3日，由於2號線所有站台過短無法停靠計劃引進的阿爾斯通Stadler FLIRT3列車，本站2號線月台隨2號線暫停使用，考慮到本站已經為雙站台設計，故本站僅拆除原有路軌並對站台進行延伸處理。2025年1月6日，車站重開。

## 車站結構
| 地面层 站廳/站台層 | 站廳                            | 出入口、自動售票機、進出站閘機 |
| 地面层 站廳/站台層 | 側式站台，右側開門              |                                |
| 地面层 站廳/站台層 | 2 2號線計劃往萊姆班克（道斯湖） |                                |
| 地面层 站廳/站台層 | 2 2號線往灣景（姆尼灣）         |                                |
| 地面层 站廳/站台層 | 側式站台，右側開門              |                                |
| 地面层 站廳/站台層 | 站廳                            | 出入口、自動售票機、進出站閘機 |
| 地下過道           | 換向通道                        | 換向通道                       |

## 出口
|          | 出口             | 出口道路                     | 建議前往目的地                        | 同站公交綫路 | 圖片 |
| -------- | ---------------- | ---------------------------- | ------------------------------------- | ------------ | ---- |
| 西側出口 | 校園街（英語：Campus Ave） | 卡爾頓大學 麗都河 布魯爾公園 | A等候站： 7 10 111 2 B等候站： 7 10 2 |              |      |
| 東側出口 | 大學路（英語：University Drive） | 卡爾頓大學 麗都河 布魯爾公園 | A等候站： 7 10 111 2 B等候站： 7 10 2 |              |      |

## 外部鏈接
- 站臺網站（英文）（页面存档备份，存于）